# Pavel Gan
Pavel Gan (* 8. března 1933 Český Těšín) je literární vědec a prozaik.

## Život
Druhou světovou válku prožil s rodiči ve Lvově. Po maturitě v Českém Těšíně studoval na Filozofické fakultě Masarykovy univerzity bohemistiku, rusistiku a literární vědu, roku 1957 promoval prací o lašském básníkovi Ondrovi Łysohorském. Poté působil jako středoškolský profesor v Českém Těšíně a Ostravě, v letech 1961–1962 je redaktorem Československého rozhlasu v Ostravě, poté 1962–1968 dramaturgem a redaktorem Československé televize v Brně. V roce 1968 emigruje do Anglie, v letech 1968–1969 spolupracovníkem české redakce BBC v Londýně, poté krátce pobývá ve Vídni. V letech 1971–1974 učitelem ruštiny a zeměpisu na gymnáziu Christianeum v Hamburku a pak lektorem ruštiny a ukrajinštiny na slovanském semináři univerzity v Göttingenu.
Jako prozaický autor debutoval 1966 v nakladatelství Blok satirickou prózou Černá jízda, balada o třech orlích perech, za kterou obdržel Cenu mladé literatury Blok 1967. Za svoji dramatizaci novely Sedmý den a sedmá noc obdržel v roce 1965 první Cenu Československého rozhlasu. Po nominaci lašské poezie Óndry Łysohorského na Nobelovu cenu v roce 1966 a 1971 vydal Pavel Gan jeho dílo s lingvistou Jiřím Marvanem z Monash-University v edici UNESCO. K této tematice uveřejnil řadu studií.
V roce 1983 se zúčastnil mezinárodní konference v západoněmeckém Bamberku ke 100. narozeninám Jaroslava Haška pořádané slavistou Walterem Schamschulou působícím na Univerzitě v Berkeley. Poté Pavel Gan uveřejnil řadu německých kontextuálních studií k Haškovi v jeho Ruské „světové sociální“ revoluci na Ukrajině 1916–1918 a 1919, v Povolží 1918 a na Bajkale 1920. Poté, co se mohl po 21 letech strávených na Západě vydat rozpadávajícím se Sovětským svazem po Haškových stopách z Haliče přes Ukrajinu a Moskvu až do Zabajkalí a zpátky přes Bruck an der Leitha, České Budějovice do Prahy, napsal k Haškovým 120. narozeninám román Osudy humoristy Jaroslava Haška v říši carů a komisařů i doma v Čechách (překlad: Alena Bláhová, vyšlo 2003). Čerpal z korespondence a dokumentů, skutečných i fabulovaných, z motivů některých Haškových povídek a historek z Osudů dobrého vojáka Švejka, z dobových fotografií a kreseb Josefa Lady.

## Dílo

### Prozaická tvorba
- Černá jízda (1966)
- Osudy humoristy Jaroslava Haška v říši carů a komisařů i doma v Čechách (2003)

### Vědecké spisy
- Pavel Gan: Mit Hašeks chinesischem Freund Chen Chang-Häi alias Vanja Čang unterwegs zum Bajkal. in: Sprach- und Kulturkontakte im Polnischen. Gesammelte Aufsätze für A. de Vincenz zum 65. Geburtstag, hg. von G. Hentschel et alii, München (Verlag Otto Sagner) 1987, S. 437-450.
- Pavel Gan: Jaroslav Hašek als Rotarmist an der Wolga 1918. in: Schamschula, Walter (Hrsg.): Jaroslav Hašek 1883–1983. Frankfurt/M., Bern, New York, Paris, 1989. 552 S.
- Pavel Gan: Pod ikonou čudotvorce Mikuláše. K osudům Haškova kyjevského „sponzora" Jindřicha Jindňška, in: JHavlíčkobrodsko. Vlastivědný sbomik", 1995, S. 49-52.
- Pavel Gan: Jaroslav Hašek in der Ukraine in 1917-18 und im Frühjahr 1919. in: Beiträge zum XII. Internationalen Slavistenkongress Krakau, 1998. Archivováno 10. 6. 2015 na Wayback Machine.
- Pavel Gan: Abenteuer des asiatischen Weltrevolutionärs Jaroslav Hašek unterwegs vom Bajkal in die Mongolei 1920. in: JSlavica poetica et comparativa, hg. R. Grübel, U. Jekutsch u. W. Kroll, Wiesbaden (Harrassowitz) 2000.
- Pavel Gan: Dobrodružství asijského světového revolucionáře Jaroslava Haška cestou od Bajkalu do Mongolska na podzim 1920. in: Česká literatura na konci tisíciletí II. Příspěvky z 2. kongresu světové literárněvědné bohemistiky. Ústav pro českou literaturu AV ČR, Praha 2001.
- Pavel Gan: Jaroslav Hašek jako rudoarmějec na Volze. in: Havlíčkobrodsko. Vlastivědný sborník. Jaroslav Hašek - komunistický autor, nebo světový spisovatel. Havlíčkův Brod, Muzeum Vysočiny, Státní okresní archiv 18, 2004. S. 14-72.
- Pavel Gan: „Moja harfa je ceło ślónsko zém" – Zur lachischen Poesie von Óndra Łysohorsky aus der Euroregion Schlesien. in: Finis coronat opus. Festschrift für Walter Kroll zum 65. Geburtstag. Göttingen 2006, s. 85–98.